# 白川元春
白川 元春（しらかわ もとはる、1918年〈大正7年〉1月2日 - 2008年〈平成20年〉8月18日）は、日本の陸軍軍人、航空自衛官である。第11代航空幕僚長、第8代統合幕僚会議議長。

## 略歴
東京府出身。男爵陸軍大臣・白川義則の三男として生まれる。東京府立六中を経て陸軍予科士官学校に進む。原隊は立川の飛行第5聯隊。陸軍航空士官学校を卒業し、浜松陸軍飛行学校乙種学生、飛行第45戦隊付、航空士官学校区隊長を経て、飛行第90戦隊中隊長としてマレー、ジャワを転戦。陸大卒業後は、第2飛行師団参謀、終戦は南方軍総司令部参謀としてサイゴンで迎えた。復員後は公職追放となり、妻の実家のある松江で本屋の番頭をしていた。1954年（昭和29年）9月、航空自衛隊発足に伴い、第1期公募幹部として入隊。戦後に胸を患い、空自入隊後はパイロットになれなかったため、幹部学校教官や空幕で防衛、人事畑を歩み、中部航空警戒管制団司令、航空総隊司令部幕僚長、西部航空方面隊司令官等を歴任し、1971年（昭和46年）7月1日に統合幕僚会議事務局長に就任した。しかし、その40日後に全日空機雫石衝突事故の責任を取り上田泰弘航空幕僚長が辞任し、その後任に航空幕僚副長の石川貫之が昇格したことから白川が航空幕僚副長となる。1973年（昭和48年）7月、第11代航空幕僚長に就任。空幕長在任中に航空基地の坑堪性の強化を主張し、のちに反映された。また、長沼ナイキ事件の処理に当たった。空幕長を1年務めたのち統合幕僚会議議長に就任し、1年半後の 1976年（昭和51年）3月に退官した。

## 年譜
- 1939年（昭和14年）4月：陸軍航空士官学校卒業（第51期）、航空兵少尉・飛行第45戦隊付
- 1940年（昭和15年）
  - 4月：陸軍中尉に進級
  - 10月：陸軍航空士官学校生徒隊付
- 1942年（昭和17年）
  - 1月：飛行第90戦隊中隊長
  - 3月：陸軍大尉に進級
  - 12月：陸軍大学校（58期）入校
- 1944年（昭和19年）
  - 5月：陸軍大学校卒業
  - 6月：鉾田教導飛行師団司令部付
  - 8月：陸軍少佐に進級
  - 10月：第2飛行師団参謀
- 1945年（昭和20年）5月：南方軍総司令部参謀[5]
- 1946年（昭和21年）5月：復員
- 1947年（昭和22年）11月28日：公職追放仮指定[6]
- 1954年（昭和29年）9月4日：航空自衛隊入隊（3等空佐）[7]
- 1957年（昭和32年）2月：2等空佐に昇任
- 1960年（昭和35年）8月1日：1等空佐に昇任
- 1963年（昭和38年）3月16日：航空幕僚監部人事教育部人事課長
- 1964年（昭和39年）4月17日：航空幕僚監部防衛部防衛課長
- 1966年（昭和41年）
  - 4月30日：西部航空方面隊司令部幕僚長
  - 7月1日：空将補に昇任
- 1967年（昭和42年）7月17日：中部航空警戒管制団司令
- 1968年（昭和43年）3月26日：航空総隊司令部幕僚長
- 1969年（昭和44年）2月17日：航空幕僚監部人事教育部長
- 1970年（昭和45年）
  - 7月1日：空将に昇任
  - 12月16日：西部航空方面隊司令官
- 1971年（昭和46年）
  - 7月1日：統合幕僚会議事務局長 兼統合幕僚学校長
  - 8月10日：航空幕僚副長
- 1973年（昭和48年）7月1日：第11代 航空幕僚長
- 1974年（昭和49年）7月1日：第8代 統合幕僚会議議長
- 1976年（昭和51年）3月16日：退官
- 1988年（昭和63年）4月29日：勲二等瑞宝章受章[8]
- 2008年（平成20年）8月18日午前4時35分、肺炎のため埼玉県狭山市の病院にて死去。90歳没[1]。叙・正四位[9]。

## 栄典
- レジオン・オブ・メリット・コマンダー - 1974年（昭和49年）3月5日
- 勲二等瑞宝章 - 1988年（昭和63年）4月29日